# Vickers 6-Ton
 (août 2014).
Si vous disposez d'ouvrages ou d'articles de référence ou si vous connaissez des sites web de qualité traitant du thème abordé ici, merci de compléter l'article en donnant les références utiles à sa vérifiabilité et en les liant à la section « Notes et références ».
Le Vickers 6-Ton ou Vickers Mark E était un char de combat léger britannique mis au point par Vickers sur fonds propres (c'est-à-dire qu'il ne résultait pas d’un appel d'offres national). Il ne fut pas utilisé par la British Army mais exporté ou produit sous licence, en très grand nombre. Le T-26 soviétique est une amélioration du 6-Ton licencié. C’était le prédécesseur du 7TP dans l’armée polonaise. Au début de la Seconde Guerre mondiale, c’était le second char le plus répandu au monde après le char français Renault FT

## Histoire
Le premier Mark E fut construit en 1928 par une équipe de spécialistes incluant notamment John Valentine Carden et Vyvian Loyd, des spécialistes reconnus de leurs contemporains. La coque était constituée de plaques de blindage rivetées ; 25 mm pour l’avant ainsi que la tourelle et de 19 mm pour le reste du char. Il était équipé d’un moteur Armstrong Siddeley Puma dont la puissance variait de 80 à 95 ch selon les versions, lui permettant ainsi d’atteindre 35 km/h sur route, un bon résultat pour l’époque.
La suspension de véhicule était répartie sur deux axes, chacun d’entre eux portait un bogie à deux roues, reliés par une suspension de type ressorts à lames à un autre bogie identique. Le mouvement ascendant de l'un forçait l’autre à rester au sol et vice versa. Ceci fut considéré comme un bon système bien qu'il ne puisse pas rivaliser avec les suspensions Christie contemporaines. Les chenilles en acier haute résistance, lui assuraient 5 000 km sans souci, ce qui était considérable à cette époque.
Le char fut construit en deux versions :
- Type A avec deux tourelles armées chacune d’une mitrailleuse lourde Vickers.
- Type B avec une tourelle deux places armée d’un canon de 47 mm court et d’une mitrailleuse Vickers coaxiale.

La conception expérimentale du Type B fut riche d'enseignements pour la conception des futurs chars d’assauts. Par exemple, une tourelle de deux places permet d’accroître considérablement la cadence de tir des deux armes. Cette configuration allait être reprise par la plupart des chars conçus après ce modèle. La British Army essaya le Mark E, mais le rejeta toutefois car elle craignait pour la fragilité des suspensions. 

## Suite du développement à l'étranger

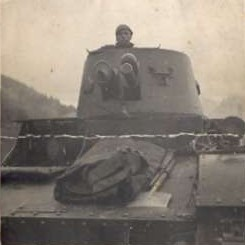
Vickers E polonais en 1938

Vickers alla donc proposer son char à d’autres pays comme l'URSS, la Grèce, la Pologne, la Bolivie, Siam, la Finlande, le Portugal, la Chine et la Bulgarie. Une commande de la Thaïlande fut passée mais réquisitionnée par la British Army au début de la Seconde Guerre mondiale. Vickers produisit pas moins de 153 Mark E.
L’expérience sur le terrain tendait à démontrer que le bloc moto-propulseur avait tendance à surchauffer rapidement en raison d’un refroidissement par air inefficace. On y remédia en augmentant les débits des arrivées d’air. Pour un appel d’offres belge, le 6-Ton fut modifié afin de pouvoir y installer le moteur Rolls-Royce Phantom II refroidi par eau. Trop imposant pour être placé en position arrière, il migra sur le côté gauche du char, déplaçant ainsi la tourelle sur la droite. Un prototype nommé Mark F fut testé par l’Armée belge mais fut finalement rejeté. Néanmoins la nouvelle coque, plus spacieuse, équipa les modèles vendus en Finlande et en Thaïlande.
Le Mark E fut aussi développé comme tracteur d’artillerie pour les canons de 60 pounders (en) (127 mm). Ils furent dénommés Vickers Medium Dragon (en), 12 furent commandés par la British Army, 23 par la Chine et 18 par les Indes britanniques.
La Pologne fut enchantée par ce char et en commanda 50 et une licence pour une production locale. Ils agrandirent l’arrivée d’air, placèrent leur propre mitrailleuse et un moteur Diesel. Seuls 38 exemplaires furent finalement assemblés, les 12 autres servirent de pièces de rechange. 22 d'entre eux reçurent une nouvelle tourelle conservant le canon de 47 mm.
Les Soviétiques, comme les Polonais, achetèrent une licence pour leur propre production. Après quelques adaptations, le T-26 était né. 12 000 exemplaires allaient être construits.
Dans un autre contexte, la Wehrmacht récupère quelques exemplaires du char, abandonnés par le Corps expéditionnaire britannique après la Bataille de France. En octobre 1941, l'équipe d'Alfred Becker se lance dans la conversion de six d'entre eux en un canon automoteur. Ajoutant une pièce d'artillerie (un 10,5-cm leichte Feldhaubitze 16), l'expédient ainsi obtenu reçoit le nom de 10,5-cm le.FH. 16 auf Geschützwagen Mk. VI (e). Ils équipent l'Artillerie-Regiment 227 de la 227. Infanterie-Division, et sont employés en Union soviétique, lors des combats autour du lac Ladoga et de Wolchow pendant le siège de Léningrad.

## Au combat
Au cours de la guerre civile espagnole, l’URSS envoya des T-26 aux troupes républicaines. Les Italiens, après avoir souffert contre les T-26 à Guadalajara en 1937, capturèrent plusieurs chars qui servirent de modèle aux Fiat M13/40.
En 1939, durant la guerre d'Hiver, les forces blindées finlandaises étaient composées de 32 Renault FT, plusieurs Carden-Loyd Mk. IV et 26 6-Ton. Seuls 16 de ces derniers avaient été équipés d’un canon antichar de fabrication finlandaise de 37 mm, les autres n’étant pas armés et donc non utilisables. les 16 chars armés formèrent la 4e compagnie du bataillon finlandais de chars.  
Au cours de la bataille de Honkaniemi, le 26 février 1940, les Finlandais employèrent leurs Vickers pour la première fois contre les blindés soviétiques. Le résultat fut une catastrophe. Sur les 13 chars envoyés au front (les trois restants ayant eu des problèmes de moteur), seuls 6 purent prendre part aux combats, les moteurs des autres ne fonctionnant pas à cause de problème de gazole. La préparation d'artillerie a été mal réglée et l'infanterie d'accompagnement mal entrainée a laissé les chars seuls, plus grave les Finlandais n'avaient pas réalisé que les Soviétiques préparaient une attaque et tombèrent face à une infanterie ennemie abondante supportée par les canons et les chars de la 35e brigade légère de chars. Un premier Vikers fut tout de suite bloqué par une tranchée ennemie. Les cinq autres chars avancèrent encore quelques centaines de mètres avant de tomber nez-à-nez avec des dizaines de blindés soviétiques. Ils réussirent néanmoins à mettre hors de combat au moins un char russe, mais furent tous touchés par des tirs soviétiques, puis abandonnés sur place à l'exception d'un unique char. Un des chars abandonnés a été utilisé après la bataille comme bunker et a réussi à détruire deux chars russes avec son propre armement. La compagnie a été par la suite engagée dans deux combats de moindre ampleur au cours desquels elle perdit cependant trois autres chars non sans avoir détruit quatre T-28.
En 1941, les Finlandais réarmèrent leurs derniers Vickers avec des canons antichars russes de 45 mm capturés et les désignèrent T-26E. 26 Vickers furent ainsi transformés en T-26E et servirent jusqu’à la fin de la Seconde Guerre mondiale : pendant la guerre de Continuation puis la guerre de Laponie aux côtés de 75 T-26 capturés. Seulement sept furent détruits, portant à 19 le nombre de T-26E ayant survécu à la guerre dont deux actuellement préservés.

## Versions
- Pologne – Possédait depuis 1932 38 chars (16 Type A et 22 Type B) et produisirent sous licence, une amélioration appelée 7TP.

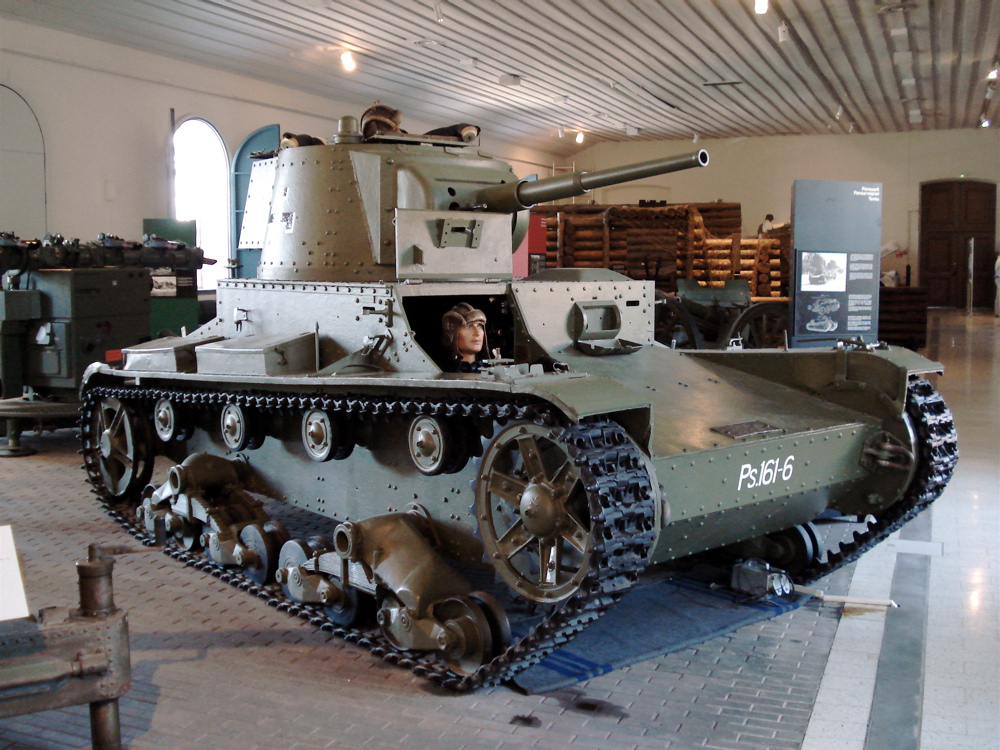
Vickers finlandais

- Finlande [2],[3]- les Finlandais commandèrent à fin de test en 1933 un Type B à canon de 37 mm  court et mitrailleuse, fabriqué en 1931. Les tests s'étant révélés positifs, cette commande fut suivie en 1936 par celle de 36 autres sans armement ni équipement de communication, optique ou même siège du tireur. Vickers n'a pas été en mesure de fournir les blindés entre 1937 et 1939 et seuls 26 furent acheminés entre 1938 et 1939 et l’imminence de la guerre fit stopper les livraisons suivantes. Les six derniers ne parviennent en Finlande qu’à l’issue de la guerre d'Hiver entre la Finlande et la Russie Soviétique. Ils étaient appelés simplement « Vickers » ou de façon familière « Viku ». L'armement fourni par Vickers s'est révélé non satisfaisant, la faible vélocité du 47 mm court le privant d'une efficacité antichar suffisante.  Plusieurs autres configurations d’armement furent alors testées, comme des mitrailleuses refroidies par air ou des canons de 37mm récupérés sur des Renault FT. ces derniers ayant les mêmes limitations que les 47 mm court, il a finalement été décidé d'armer les chars d’un canon antichar Bofors de 37 mm construit sous licence en Finlande associé à une mitrailleuse de 7,62 mm de conception locale. Cependant, seuls 16 chars soit moins d’une compagnie purent être armés avant février 1940. Ils furent utilisés contre les Soviétiques au cours de la guerre Finno-Russe. À la suite de la guerre, les Finlandais réarmèrent leurs Viku en prélevant les canons antichars russes de 45 mm et leurs optiques sur des T-26 ou des BT de capture non réparables donnant ainsi naissance à 26 T-26E et restèrent en service jusqu’en 1959.
- Chine - 20 Type B. Utilisés contre les Japonais au cours de la bataille de Shanghai en 1937.
- Thaïlande - utilisa 30 Type B. Ils furent utilisés contre les Français en Indochine, entre décembre 1940 et janvier 1941.
- URSS – Les premiers à commander des Mark E, 15 Type A. Achetèrent ensuite la licence et produisit une amélioration, l’appelant T-26 (12 000 réalisés).
- Bulgarie – Acheta 8 Type B, utilisés uniquement pour l’entraînement.
- Royaume-Uni – 4 chars pour l’entraînement.
- Bolivie – 1 Type A et 2 Type 2. Ces chars furent les premiers 6-Ton à voir le combat et les premiers chars à être engagés dans une guerre en Amérique du Sud, en 1933 durant la guerre du Chaco contre le Paraguay.
- Grèce - 2 chars pour tests.
- Portugal – 2 chars pour tests.
- Espagne – 1 Type B bolivien et quelques copies T-26 soviétiques.
- Allemagne - Exemplaires capturés, certains convertis en canons automoteurs.

## Comparatif avec le T-26
Les principales différences entre le Vickers 6-Ton « d'origine » et son adaptation soviétique, le T-26, sont les suivantes :
- Le 6-Ton possède deux tourelles, là où le T-26 n'en a qu'une.
- Le 6-Ton dispose d'une mitrailleuse jumelée à côté de son canon, alors que son cousin soviétique doit se contenter de son seul canon de 45 mm.
- Les radios sont de modèles différents.

Les Soviétiques ont développé spécifiquement plusieurs variantes pour leurs T-26, dont une avec un obusier de 76 mm ou de 122 mm ou encore de 152 mm à la place du canon de 45 mm.